# Lythrypnus brasiliensis
Lythrypnus brasiliensis es una especie de peces de la familia de los Gobiidae en el orden de los Perciformes.

## Morfología
Los machos pueden llegar a alcanzar los 1,6 cm de longitud total.

## Distribución geográfica
Se encuentra al sur del Brasil. 

## Observaciones
Es inofensivo para los humanos. 